# Dołganów
Dołganów – wieś w Polsce położona w województwie zachodniopomorskim, w powiecie świdwińskim, w gminie Rąbino.